# Leucoma holosericea
Leucoma holosericea är en fjärilsart som beskrevs av Emilio Berio 1937. Leucoma holosericea ingår i släktet Leucoma och familjen tofsspinnare. Inga underarter finns listade i Catalogue of Life.